# وی۸۳۸ تکشاخ

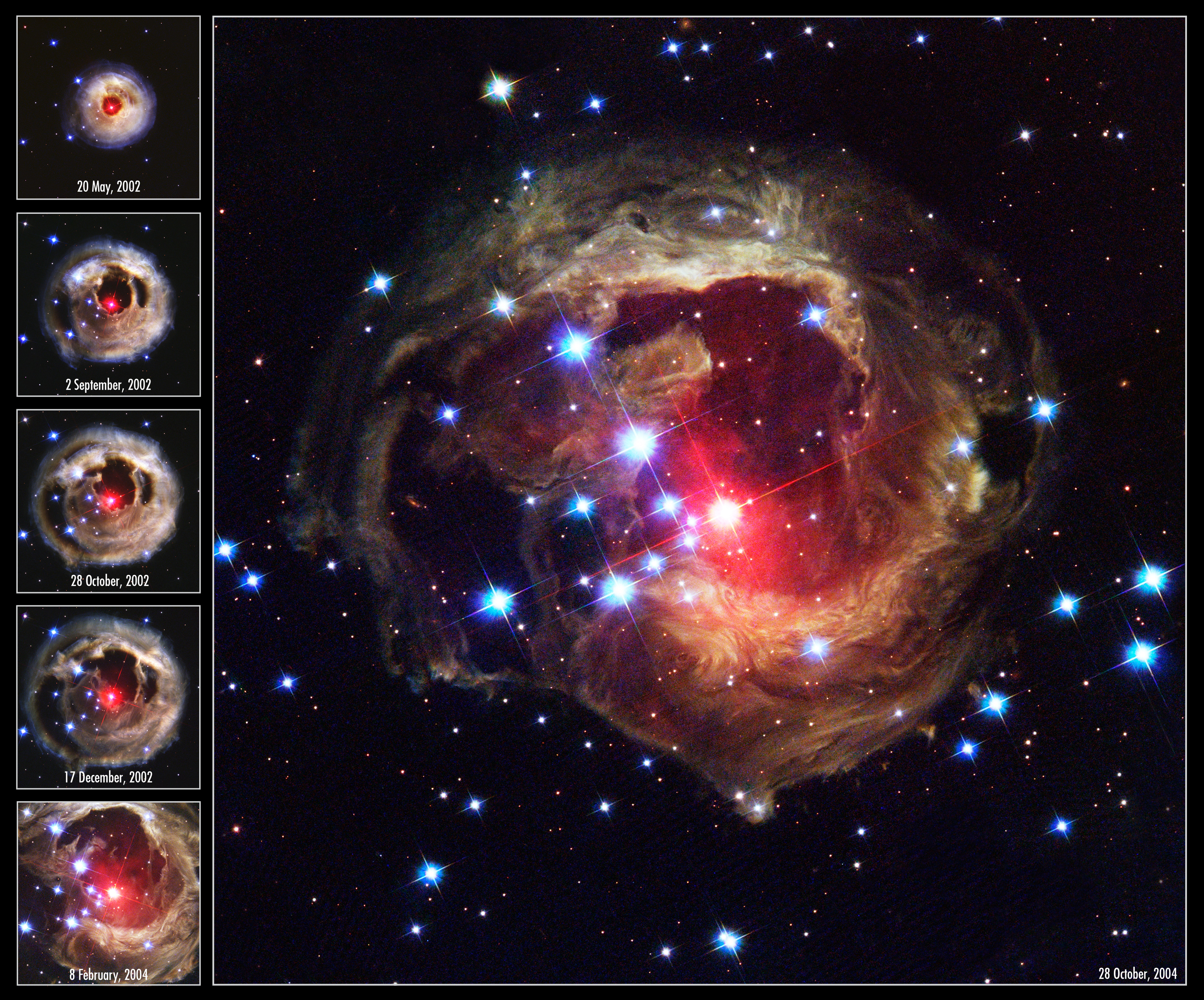
وی۸۳۸ تکشاخ و مراحل فوران آن

وی۸۳۸ تک‌شاخ، ستاره‌ای در صورت فلکی تکشاخ است. تصویرش یکی از ماندگارترین تصاویری است که تلسکوپ فضایی هابل در سال‌های اخیر تهیه کرده است. هابل در سال‌های ۲۰۰۲ و ۲۰۰۳، شش تصویر از این ستاره تهیه کرد که آن را در حال فوران مواد به بیرون نشان می‌داد. با گذشت زمان پرتوهای نور درخشان ستاره ابر بسیار بزرگی از گاز و غبار را روشن کرد که پهنایش به یک سال نوری می‌رسید. گروهی از اخترشناسان حدس می‌زنند این منظره، صحنهٔ نابودی سامانه ستاره ای ستارهٔ وی۸۳۸ تک‌شاخ باشد. آن‌ها می‌گویند گویی ستارهٔ مادر سیاراتش را بلعیده است.